# Mládky
Mládky jsou při pohledu z Liptovské kotliny výrazný horský vrchol v jihovýchodní rozsoše Barance. Mají víceméně holinatý charakter, který ustupuje skalám pouze ve východní části masivu. Z Mládek vybíhá na jihozápad další rozsocha.

## Žlaby
Z Mládek spadá do Jamnícké doliny, konkrétně do části zvané Repa, široký lavinový žleb. Na opačnou stranu spadá do centrální části Trnovské doliny žleb o něco mírnější a kratší.

## Výhledy
Z Mládek jsou pěkné výhledy zejména na Liptovskou kotlinu, Holý vrch, Baranec a do Jamnícké doliny.

## Turistika
Přes Mládky vede zelená turistická značka č. 5613 z ústí Úzké doliny, která pokračuje dále na Baranec. Cesta z Mládek na Baranec trvá přibližně 1:15 hodiny.

## Přístup
- Po  značce z Úzké doliny, trvání 2:40 hodiny
- Po  značce z Barance, trvání 0:45 hodiny